# Otto Russe
Otto Russe (* 13. November 1913 in Graz; † 22. November 1983) war ein österreichischer Unfallchirurg und Handchirurg sowie Universitätsprofessor. Er war bekannt für seine Beiträge zur Entwicklung der Matti-Russe-Technik, einer Operationsmethode zur Behandlung von Kahnbeinpseudarthrosen, die nach Hermann Matti und ihm benannt ist.

## Leben
Otto Russe wurde in Graz geboren, wo er seine Schullaufbahn absolvierte und an der Universität Graz Medizin studierte. Nach dem Staatsexamen und der Promotion Ende 1937 begann er seine Ausbildung für Unfallchirurgie und Orthopädie am Unfallkrankenhaus Graz unter der Leitung von Arnold Wittek. Diese Ausbildung wurde jedoch durch seinen Dienst bei der Luftwaffe während des Zweiten Weltkriegs unterbrochen.
Nach dem Krieg kehrte Russe an das Unfallkrankenhaus Graz zurück, das nun unter der Leitung von Walter Ehalt stand. 1949 erhielt er den neu geschaffenen Facharzttitel für Unfallchirurgie.
Im August 1955 wurde Russe Primarius des neu erbauten Unfallkrankenhauses Meidling, eines der größten Unfallkrankenhäuser in Europa mit 210 Betten und einer eigenen Intensivstation. 1967 habilitierte er sich mit einer experimentellen Arbeit über Hüftkopfnekrosen, und 1973 wurde er zum ordentlichen Universitätsprofessor ernannt.
Im Oktober 1973 kam er als Vorstand der neugegründeten Lehrkanzel für Unfallchirurgie nach Innsbruck, die dann bald in die Klinik für Unfallchirurgie der Universitätsklinik Innsbruck umgewandelt wurde. In dieser Position verblieb er bis zu seiner Emeritierung im Januar 1983. Er starb am 22. November 1983, neun Tage nach seinem 70. Geburtstag.
Russe hat zahlreiche Veröffentlichungen in deutscher und englischer Sprache in Zeitschriften und Büchern verfasst. Zu den bedeutendsten Werken gehören seine Arbeiten zur Handchirurgie, insbesondere in der Entwicklung einer Methode zur Behandlung von Kahnbeinpseudarthrosen, die auf der von Hermann Matti beschriebenen Spongiosaeinbringung aufbaute, aber durch den gefäßschonenden palmaren Zugang und die vermehrte Festigkeit durch Verwendung kortikospongiöser Späne eine hohe Erfolgsrate erbrachte, sowie Standardwerke für die Unfallchirurgie und Gelenkmessung.
Die drei Söhne von Otto Russe, die alle in Graz geboren wurden, folgten ihrem Vater in die medizinische Laufbahn als Unfallchirurgen oder Orthopäden, ebenso einige seiner Enkel.
Russe war Ehrenmitglied und Träger der Lorenz-Böhler-Medaille der Österreichischen Gesellschaft für Unfallchirurgie.